# Limnophila (Elporiomyia) nox
Limnophila (Elporiomyia) nox is een tweevleugelige uit de familie steltmuggen (Limoniidae). De soort komt voor in het Afrotropisch gebied.